# Единая энергетическая система России
Единая энергетическая система России (ЕЭС России) — электроэнергетическая система, которая расположена в пределах территории Российской Федерации и централизованное оперативно-диспетчерское управление которой осуществляется системным оператором Единой энергетической системы России.
Электроэнергетическая система — совокупность объектов электроэнергетики и энергопринимающих установок потребителей электрической энергии, связанных общим режимом работы в едином технологическом процессе производства, передачи и потребления электрической энергии в условиях централизованного оперативно-диспетчерского управления в электроэнергетике.

## Состав
ЕЭС России охватывает практически всю обжитую территорию страны и является крупнейшим в мире централизованно управляемым энергообъединением.
В настоящее время ЕЭС России включает в себя 70 энергосистем на территории 81 субъектов Российской Федерации, входящих в состав шести работающих параллельно объединённых энергетических систем (ОЭС) — ОЭС Центра, Юга, Северо-Запада, Средней Волги, Урала и Сибири и ОЭС Востока, функционирующей изолированно от ЕЭС России.
ЕЭС России сейчас состоит из двух зон, не работающих друг с другом синхронно — то есть не синхронизированных по частоте. В первую входят 7 совместно работающих объединенных энергосистем: Востока, Сибири, Урала, Средней Волги, Юга, Центра и Северо-Запада. Во вторую входят технологически изолированные системы Севера Якутии, Камчатки, Дальнего Востока. Электрические связи между ними существовали еще с середины 1980-х годов — это три линии 220 кВ вдоль Транссибирской и Байкало-Амурской магистралей. Однако совместная работа была невозможна по целому ряду причин, включая недостаточный уровень развития автоматики.
Кроме того, ЕЭС России осуществляет параллельную работу с ОЭС Казахстана, ОЭС Белоруссии, энергосистемами Грузии и Азербайджана, а также с NORDEL (связь с Финляндией через вставку постоянного тока в Выборге).
Энергосистемы Белоруссии, России, Эстонии, Латвии и Литвы образуют так называемое «Электрическое кольцо БРЭЛЛ», работа которого координируется в рамках подписанного в 2001 году Соглашения о параллельной работе энергосистем БРЭЛЛ. Эстония, Латвия и Литва отключились от электросети 8 февраля 2025 года.
Системный оператор выделяет три крупных независимых энергообъединения в Европе —
Северную (NORDEL),
Западную (UCTE) и
Восточную (ЕЭС/ОЭС) синхронные зоны
(NORDEL и UCTE в июле 2009 года вошли в состав нового европейского объединения — ENTSO-E).
Под ЕЭС/ОЭС понимается ЕЭС России в совокупности с энергосистемами стран СНГ и Монголии.
В составе Единой энергетической системы России выделяют семь ОЭС, одна из которых — ОЭС Востока — работает изолированно от остальных шести и называется «второй синхронной зоной». Каждой из объединённых энергетических систем соответствует операционная зона одного из Объединёненных диспетчерских управлений — филиалов АО «СО ЕЭС» и одного из МЭС (магистральные электрические сети) — филиалов ПАО «ФСК ЕЭС» (Объединённой энергосистеме Сибири соответствует два филиала ПАО «ФСК ЕЭС» — МЭС Сибири и МЭС Западной Сибири). Строгого соответствия между операционными зонами ОДУ и соответствующих МЭС нет.

## Структура ОЭС
ОЭС существует только как технологическая система, но не организационно-правовая, поскольку единого хозяйствующего субъекта ОЭС нет (в отличие от региональных энергосистем, для которых до реформирования электроэнергетики хозяйствующим субъектом являлись соответствующие АО-энерго).

### ОЭС в составе ЕЭС России
1. ОЭС Центра[12] (операционная зона ОДУ Центра и МЭС Центра), включающая в себя Белгородскую, Брянскую, Владимирскую, Вологодскую, Воронежскую, Ивановскую, Тверскую, Калужскую, Костромскую, Курскую, Липецкую, Московскую, Орловскую, Рязанскую, Смоленскую, Тамбовскую, Тульскую и Ярославскую энергосистемы.
2. ОЭС Юга[13] (ранее — ОЭС Северного Кавказа) (операционная зона ОДУ Юга и МЭС Юга), включающая в себя Астраханскую, Волгоградскую, Дагестанскую, Калмыцкую, Карачаево-Черкесскую, Кабардино-Балкарскую, Крымскую[a], Кубанскую, Ростовскую, Северо-Осетинскую, Ставропольскую, Чеченскую и Ингушскую энергосистемы.
3. ОЭС Северо-Запада[14] (операционная зона ОДУ Северо-Запада и МЭС Северо-Запада), включающая в себя Архангельскую, Карельскую, Кольскую, Коми, Ленинградскую, Новгородскую, Псковскую и Калининградскую энергосистемы.
4. ОЭС Средней Волги[15] (операционная зона ОДУ Средней Волги и МЭС Волги), включающая в себя Нижегородскую, Марийскую, Мордовскую, Пензенскую, Самарскую, Саратовскую, Татарскую, Ульяновскую и Чувашскую энергосистемы.
5. ОЭС Урала[16] (операционная зона ОДУ Урала и МЭС Урала), включающая в себя Башкирскую, Кировскую, Курганскую, Оренбургскую, Пермскую, Свердловскую, Тюменскую, Удмуртскую и Челябинскую энергосистемы.
6. ОЭС Сибири[17] (операционная зона ОДУ Сибири, МЭС Сибири и МЭС Западной Сибири), включающая в себя Алтайскую, Бурятскую, Иркутскую, Красноярскую, Кузбасскую, Новосибирскую, Омскую, Томскую, Хакасскую и Забайкальскую энергосистемы.
7. ОЭС Востока (операционная зона ОДУ Востока и МЭС Востока), включающая в себя Амурскую, Приморскую, Хабаровскую и Южно-Якутскую энергосистемы.

### ОЭС на территории бывшего СССР
1. ОЭС Белоруссии (до распада СССР энергосистемы ОЭС Белоруссии входили в ОЭС Северо-Запада)
2. ОЭС Казахстана[18] и ОЭС Средней Азии (включающая в себя Узбекскую, Киргизскую и Таджикскую энергосистемы). После распада СССР продолжала существовать ОЭС Средней Азии, но в 2000-е годы она распалась — в 2003 году вышел Туркменистан, а в 2009 году её покинул Узбекистан[19]. Восстановлена в 2018 году по инициативе президента Узбекистана Шавката Мирзиёева.
3. ОЭС Азербайджана (связь через ОЭС Юга)[20]
4. ОЭС Грузии (связь через ОЭС Юга)
5. ОЭС Монголии (связь через ОЭС Сибири)

## История государственного плана электрификации РСФСР после Октябрьской революции 1917 года
Принципы централизации выработки электроэнергии и концентрации генерирующих мощностей на крупных районных электростанциях были заложены ещё при реализации плана ГОЭЛРО. Развитие электроэнергетики СССР в 1930-е годы характеризовалось началом формирования энергосистем. В 1926 году в Московской энергосистеме была создана первая в стране центральная диспетчерская служба (ЦДС, в настоящее время ЦДС носят названия Региональных диспетчерских управлений и имеют статус филиалов ОАО «СО ЕЭС»). К 1935 году в стране работало шесть энергосистем, в том числе Московская, Ленинградская, Донецкая и Днепровская. Первые энергосистемы были созданы на основе ЛЭП напряжения 110 кВ, за исключением Днепровской, в которой использовались линии напряжения 154 кВ, принятого для выдачи мощности Днепровской ГЭС.
Проект ГОЭЛРО положил основу индустриализации в России. План, в основном, был перевыполнен к 1931 году. Выработка электроэнергии в 1932 году по сравнению с 1913 годом увеличилась не в 4,5 раза, как планировалось, а почти в 7 раз: с 2,0 до 13,5 млрд кВт·ч.
В 1942 году для координации работы трёх районных энергетических систем: Свердловской, Пермской и Челябинской было создано первое Объединённое диспетчерское управление — ОДУ Урала. В 1945 году было создано ОДУ Центра.
В начале 1950-х годов было начато строительство каскада гидроэлектростанций на Волге. В 1956 году объединение энергосистем Центра и Средней Волги линией электропередачи 400 кВ «Куйбышев — Москва», обеспечивавшей выдачу мощности Куйбышевской ГЭС, обозначило начало формирования Единой энергосистемы СССР. Последовавшее строительство ЛЭП 500 кВ от каскада Волжских ГЭС обеспечило возможность параллельной работы энергосистем Центра, Средней и Нижней Волги и Урала и завершило первый этап создания Единой энергетической системы.
В июле 1962 году было подписано соглашение о создании в Праге Центрального диспетчерского управления (ЦДУ) энергосистем Болгарии, Венгрии, ГДР, Польши, СССР, Румынии и Чехословакии. Это соглашение привело к созданию крупнейшей на планете энергосистемы «Мир» (установленная мощность электростанций более 400 ГВт).
В 1967 году на базе ОДУ Центра было создано Центральное диспетчерское управление (ЦДУ) ЕЭС СССР, принявшее на себя также функции диспетчерского управления параллельной работой энергосистем ОЭС Центра.
В 1970 году к ЕЭС была присоединена ОЭС Закавказья, а в 1972 году — ОЭС Казахстана и отдельные районы Западной Сибири.
В 1978 году ОЭС Сибири была присоединена к ЕЭС СССР.
В 1988 году ОЭС Востока была присоединена к ЕЭС СССР.
К 1990 году в состав ЕЭС СССР входили 9 из 11 энергообъединений страны, охватывая 2/3 территории СССР, на которых проживало более 90 % населения.
В ноябре 1993 г. из-за большого дефицита мощности на Украине был осуществлён вынужденный переход на раздельную работу ЕЭС России и ОЭС Украины, что привело к раздельной работе ЕЭС России с остальными энергосистемами, входящими в состав энергосистемы «Мир». В дальнейшем параллельная работа энергосистем, входящих в состав «Мира», с центральным диспетчерским управлением в Праге не возобновлялась.

## Распад СССР
После распада СССР электрические связи между некоторыми энергообъединениями в составе ЕЭС России стали проходить по территории независимых государств и электроснабжение части регионов оказалось зависимым от этих государств (связи 500—1150 кВ между ОЭС Урала и Сибири, проходящие по территории Казахстана, связи ОЭС Юга и Центра, частично проходящие по территории Украины, связи ОЭС Северо-Запада с Калининградской энергосистемой, проходящие по территории стран Балтии).

## Административно-хозяйственное управление ЕЭС
До 1 июля 2008 года высшим уровнем в административно-хозяйственной структуре управления электроэнергетической отраслью являлось ОАО «РАО ЕЭС России».
31 мая 2008 года состоялось последнее собрание акционеров единой энергетической компании России. РАО ЕЭС России распалась на 23 независимые компании, лишь две из них — государственные.
Оперативно-диспетчерское управление ЕЭС России осуществляет АО «СО ЕЭС».
Постановлением Правительства РФ от 11.07.2001 № 526 «О реформировании электроэнергетики Российской Федерации» Единая энергетическая система России признана «общенациональным достоянием и гарантией энергетической безопасности» государства. Основной её частью «является единая национальная энергетическая сеть, включающая в себя систему магистральных линий электропередачи, объединяющих большинство регионов страны и представляющая собой один из элементов гарантии целостности государства». Для её «сохранения и укрепления, обеспечения единства технологического управления и реализации государственной политики в электроэнергетике» было предусмотрено создание ОАО «ФСК ЕЭС». В постановлении Правительства Российской Федерации от 26.01.2006 № 41 были утверждены критерии отнесения к ЕНЭС магистральных линий электропередачи и объектов электросетевого хозяйства. В других нормативных документах аббревиатура ЕНЭС расшифровывается как «Единая национальная электрическая сеть», что является более правильным с технической точки зрения.
В соответствии с критериями, утверждёнными Постановлением Правительства РФ от 26.01.2006 № 41 к объектам единой национальной (общероссийской) электрической сети относятся:
1. Линии электропередачи (воздушные и кабельные), проектный номинальный класс напряжения которых составляет 330 киловольт и выше.
2. Линии электропередачи (воздушные и кабельные), проектный номинальный класс напряжения которых составляет 220 киловольт:
  1. обеспечивающие выдачу в сеть энергетической мощности электрических станций, общая установленная мощность каждой из которых составляет не менее 200 мегаватт;
  2. обеспечивающие соединение и параллельную работу энергетических систем различных субъектов Российской Федерации;
  3. обеспечивающие выдачу энергетической мощности в узлы электрической нагрузки с присоединенной трансформаторной мощностью не менее 125 мегавольт-ампер;
  4. непосредственно обеспечивающие соединение указанных линий электропередачи, включая магистральные линии электропередачи с подстанциями, внесенными в уставный фонд Российского открытого акционерного общества энергетики и электрификации «ЕЭС России».
3. Линии электропередачи, пересекающие государственную границу Российской Федерации.
4. Линии электропередачи (воздушные и кабельные), проектный номинальный класс напряжения которых составляет 110 (150) киловольт и вывод из работы которых приводит к технологическим ограничениям перетока электрической энергии (мощности) по сетям более высокого класса напряжения.
5. Трансформаторные и иные подстанции, проектный номинальный класс напряжения которых составляет 220 киловольт и выше, соединенные с линиями электропередачи, указанными в пунктах 1 - 3 настоящего документа, а также технологическое оборудование, расположенное на этих подстанциях, за исключением: распределительных устройств электрических станций, входящих в имущественный комплекс генерирующих энергетических объектов; объектов электросетевого хозяйства, имеющих одну или несколько общих с объектом по производству электрической энергии (мощности) систем собственных нужд, оперативного тока, релейной защиты и автоматики, снабжения сжатым воздухом коммутационных аппаратов, связи для осуществления оперативных переговоров, сбора и передачи телеметрической информации в диспетчерские центры субъекта оперативно-диспетчерского управления в электроэнергетике.
6. Оборудование распределительных устройств напряжением 110 (150) киловольт и связанное с ним вспомогательное оборудование на трансформаторных и иных подстанциях, проектный номинальный класс напряжения которых составляет 110 (150) киловольт, обеспечивающие транзитные перетоки электрической энергии по линиям электропередачи напряжением 110 (150) киловольт, указанным в пункте 4 указанного Постановления.
7. Комплекс оборудования и производственно-технологических объектов, предназначенных для технического обслуживания и эксплуатации указанных объектов электросетевого хозяйства.
8. Системы и средства управления указанными объектами электросетевого хозяйства.
9. Функционирующие на территориях Запорожской области и Херсонской области линии электропередачи (воздушные и кабельные), проектный номинальный класс напряжения которых составляет 150 киловольт, а также трансформаторные и иные подстанции, проектный номинальный класс напряжения которых составляет 150 киловольт, соединенные с указанными линиями электропередачи.[22]

Большинство тепловых электростанций России находятся в собственности семи ОГК (оптовые генерирующие компании) и четырнадцати ТГК (территориальные генерирующие компании).
Большая часть производственных мощностей гидроэнергетики сосредоточена в руках компании ПАО «РусГидро».
Эксплуатирующей организацией АЭС России является АО «Концерн Росэнергоатом».
Реформирование электроэнергетики подразумевало создание в России оптового и розничных рынков электрической энергии. Деятельность по обеспечению функционирования коммерческой инфраструктуры оптового рынка, эффективной взаимосвязи оптового и розничных рынков, формированию благоприятных условий для привлечения инвестиций в электроэнергетику, организации на основе саморегулирования эффективной системы оптовой и розничной торговли электрической энергией и мощностью осуществляет некоммерческое партнёрство «Совет рынка». Деятельность по организации торговли на оптовом рынке, связанная с заключением и организацией исполнения сделок по обращению электрической энергии, мощности и иных объектов торговли, обращение которых допускается на оптовом рынке, осуществляет коммерческий оператор оптового рынка — АО «Администратор торговой системы оптового рынка электроэнергии» (АО «АТС»).

### Особенности ЕЭС
ЕЭС России располагается на территории, охватывающей 8 часовых поясов. Необходимостью электроснабжения столь протяжённой территории обусловлено широкое применение дальних электропередач высокого и сверхвысокого напряжения. Системообразующая электрическая сеть ЕЭС (ЕНЭС) состоит из линий электропередачи напряжения 220, 330, 500 и 750 кВ. В электрических сетях большинства энергосистем России используется шкала напряжений 110—220 — 500—1150 кВ. В ОЭС Северо-Запада и частично в ОЭС Центра используется шкала напряжений 110—330 — 750 кВ. Наличие сетей напряжения 330 и 750 кВ в ОЭС Центра связано с тем, что сети указанных классов напряжения используются для выдачи мощности Калининской, Смоленской и Курской АЭС, расположенных на границе использования двух шкал напряжений. В ОЭС Юга определённое распространение имеют сети напряжения 330 кВ. На территории Мурманской области широко применяется напряжение 150 кВ.

### Структура генерирующих мощностей
ОЭС, входящие в состав ЕЭС России, имеют различную структуру генерирующих мощностей, значительная часть энергосистем не сбалансирована по мощности и электроэнергии. Основу российской электроэнергетики составляют около 600 электростанций суммарной мощностью 210 ГВт, работающих в составе ЕЭС России. Две трети генерирующих мощностей приходится на тепловые электростанции. Около 55 % мощностей ТЭС составляют теплоэлектроцентрали (ТЭЦ), а 45 % — конденсационные электростанции (КЭС). Мощность гидравлических (ГЭС), в том числе гидроаккумулирующих (ГАЭС) электростанций составляет 21 % установленной мощности электростанций России. Мощность атомных электростанций составляет 17,2 % установленной мощности электростанций страны.
Для ЕЭС России характерна высокая степень концентрации мощностей на электростанциях. На тепловых электростанциях эксплуатируются серийные энергоблоки единичной мощностью 500 и 800 МВт и один блок мощностью 1200 МВт на Костромской ГРЭС. Единичная мощность энергоблоков действующих АЭС достигает 1000 МВт.

## Преимущества объединения электрических станций и сетей в ЕЭС России
Параллельная работа электростанций в масштабе Единой энергосистемы позволяет реализовать следующие преимущества:
- снижение суммарного максимума нагрузки ЕЭС России на 5 ГВт;
- сокращение потребности в установленной мощности электростанций на 10-12 ГВт;
- оптимизация распределения нагрузки между электростанциями в целях сокращения расхода топлива;
- применение высокоэффективного крупноблочного генерирующего оборудования;
- поддержание высокого уровня надёжности и отказоустойчивости энергетических объединений.

Совместная работа электростанций в Единой энергосистеме обеспечивает возможность установки на электростанциях агрегатов наибольшей единичной мощности, которая может быть изготовлена промышленностью, и укрупнения электростанций. Увеличение единичной мощности агрегатов и установленной мощности электростанций имеет значительный экономический эффект.

## Технические проблемы функционирования ЕЭС
Одной из серьёзных проблем функционирования ЕЭС является слабость межсистемных, а иногда и системообразующих связей в энергосистеме, что приводит к «запиранию» мощностей электрических станций. Слабость межсистемных связей в ЕЭС обусловлена её территориальной распределённостью. Ограничения в использовании связей между различными ОЭС и большинства наиболее важных связей внутри ОЭС определяются в основном условиями статической устойчивости; для ЛЭП, обеспечивающих выдачу мощности крупных электростанций, и ряда транзитных связей определяющими могут быть условия динамической устойчивости.
Проводившиеся исследования выявили, что стабильность частоты в ЕЭС России была ниже, чем в UCTE. Особенно большие отклонения частоты происходят весной и во второй половине ночи, что свидетельствует об отсутствии гибких средств регулирования частоты.

## Перспективы развития ЕЭС
Развитие ЕЭС в обозримой перспективе описывается в Генеральной схеме размещения объектов электроэнергетики до 2020 года.
В 2008 году Системный оператор завершил работу над технико-экономическим обоснованием (ТЭО) объединения ЕЭС/ОЭС с UCTE. Такое объединение означало бы создание самого большого в мире энергетического объединения, расположенного в 12 часовых поясах, суммарной установленной мощностью более 860 ГВт.
2 апреля 2009 года в Москве состоялась Международная отчётная конференция «Перспективы объединения энергосистем Восток-Запад (Результаты ТЭО синхронного объединения ЕЭС/ОЭС с UCTE)». ТЭО показало, что «синхронное объединение энергосистем UCTE и ЕЭС/ОЭС возможно при условии проведения ряда технических, эксплуатационных и организационных мероприятий и создания необходимых правовых рамок, определённых исследованием. Поскольку выполнение этих условий, вероятно, потребует длительного времени, синхронное объединение должно рассматриваться как долгосрочная перспектива. Для построения совместной, крупнейшей в мире рыночной платформы для торговли электроэнергией между синхронными зонами UCTE и ЕЭС/ОЭС также может быть рассмотрено создание несинхронных связей, что, однако, требует проведения отдельных исследований заинтересованными сторонами».

### Комментарии
1. ↑  На территории, присоединение которой к России не получило международного признания.